# Château de Courcy (Calvados)
Pour les articles homonymes, voir Château de Courcy.
Le château de Courcy est un ancien château fort de la fin du XIe siècle, reconstruit au XIIIe ou XIVe siècle, aujourd'hui en ruine, dont les vestiges se dressent sur le territoire de la commune française de Courcy, dans le sud du département du Calvados, en région Normandie.
L'ancien château fort, caractéristique de l'architecture militaire des XIIe – XIIIe siècles, est en danger du fait de l'absence de mesures de protection, alors même qu'il est inscrit au titre des monuments historiques.

## Localisation
Les vestiges du château sont situés, sur le bord d'un affluent de la Dives, à 250 mètres à l'est de l'église Saint-Gervais-Saint-Protais de Courcy, dans le département français du Calvados.

## Historique
La fondation de la seigneurie de Courcy est attribuée à un certain Robert de Courcy, fils de Baudry le Teutonique (Baudric le Teuton), chevalier allemand entré au début du XIe siècle au service du duc de Normandie Richard II de Normandie.
En 1091 ou 1092 a lieu le siège du château possession de Richard de Courcy, par son ennemi Robert II de Bellême que soutient son suzerain Robert Courteheuse dans le cadre de la guerre de succession qui l'oppose à son frère cadet Henri Ier Beauclerc.
À la fin du XIVe siècle, la baronnie est entre les mains de Guillaume de Courcy, capitaine de Carentan puis de Paris. Au début du XVIe siècle, le château échoit à l'évêque de Coutances, Geoffroy Herbert, où celui-ci meurt en 1510, et le laisse à son frère Louis Herbert. Au début du XVIIe siècle, il passe par mariage aux Carbonel de Canisy. En 1619, ces derniers obtiennent le droit de réunir en marquisat leurs terres de Canisy, du Hommet et de Courcy.
C'est à la suite de la déclaration de Nantes, du 31 juillet 1626, par laquelle Louis XIII, sur le conseil de Richelieu, publie l'ordonnance « pour le rasement et démolition de toutes sortes de fortifications des villes et châteaux qui ne sont aux frontières et importants au royaume », que le château de Courcy est démantelé. Ayant perdu tout rôle militaire, il devient peu à peu une exploitation agricole.
Armoiries
Les armoiries de l'ancienne maison de Courcy se blasonnaient ainsi : d'azur fretté d'or, le brandam de la housse d'or, à trois heuses noires écartelées contre les armes d'Erneval.

## Description

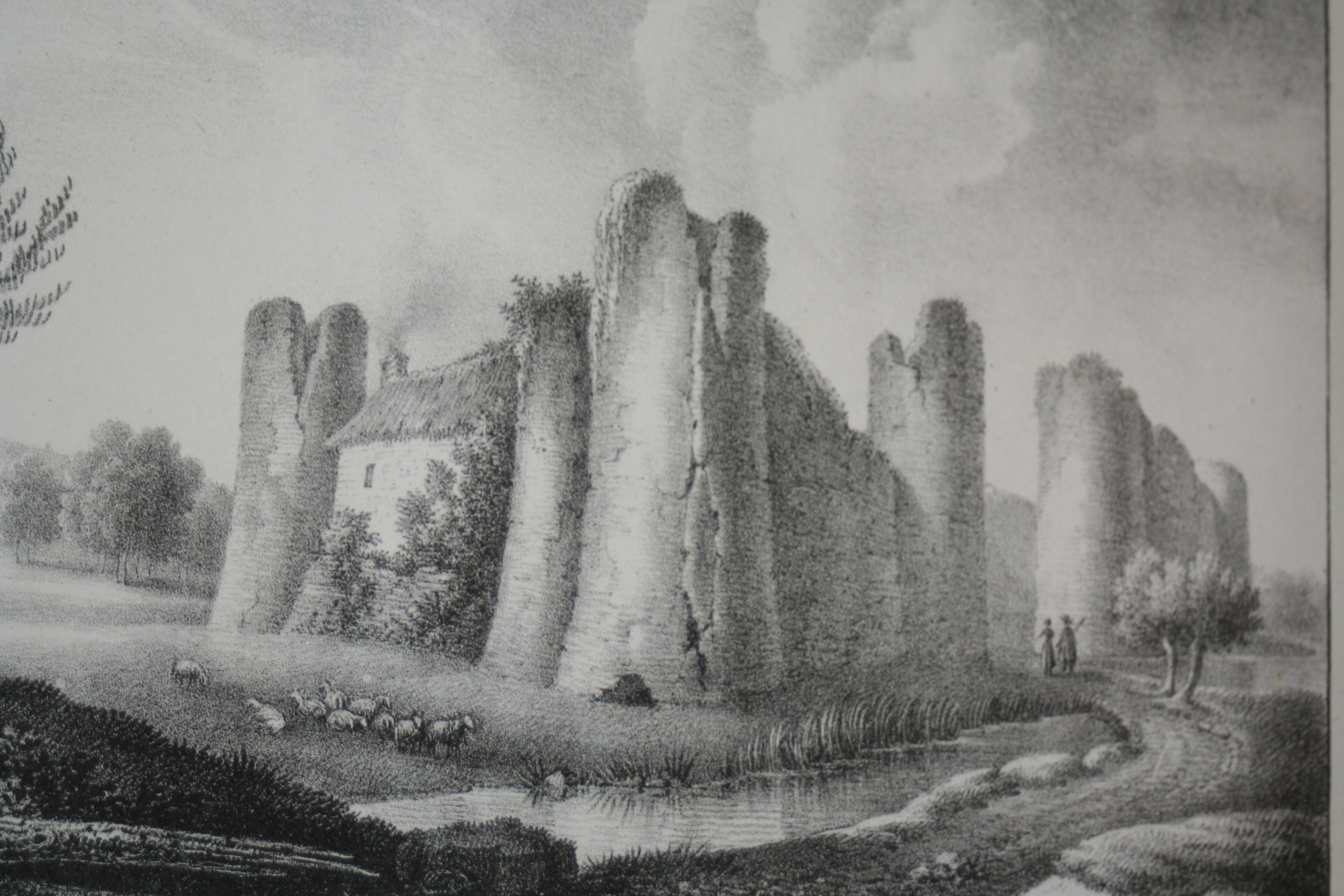
Vue générale du château sur une lithographie de 1826 des Mémoires de la Société des antiquaires de Normandie.

Il ne reste que des vestiges des deux enceintes du château féodal, baignées par la dérivation d'un ruisseau affluent de la Dives.
Le premier château de Courcy fut probablement bâti de terre et de bois.
La structure de la fortification était conçue avec une succession de trois enceintes : une enceinte entourant le village, une autre la basse-cour au nord et à l'ouest, aujourd'hui occupée par les bâtiments d'une exploitation agricole, et, la dernière, l'enceinte centrale, qui constituait le cœur de la forteresse, et, qui seule a subsisté,.
Entourée de fossés inondés par la dérivation d'un ruisseau de la Dives, la dernière enceinte de plan quadrangulaire était haute d'environ 10 mètres et flanqué par douze tours fortement talutées, dont il ne subsiste que neuf tours rondes, à chaque angle et de part et d'autre de la porte, une tour ronde et une carrée, au sud, et une tour carrée au nord-ouest ayant vraisemblablement servi de donjon.
En outre dans l'enceinte se situent les vestiges d'une chapelle Sainte-Catherine datable du XIe siècle, mais ayant été profondément remaniée aux XVe – XVIe siècles.

## Protection
Les parties subsistantes de l’ancien château y compris le portail sur le chemin de Tôtes et le portail de la deuxième enceinte sont protégées au titre des monuments historiques par arrêté du 7 février 1975. En dépit de cette protection la dégradation du site se poursuit.